# Naushad Moosa
Naushad Moosa (Maharashtra, 2 ottobre 1971) è un ex calciatore e allenatore di calcio indiano, di ruolo difensore. Vice allenatore e direttore tecnico del NorthEast Utd.

## Statistiche

### Allenatore
| Stagione        | Squadra         | Campionato      | Piazzamento     | Andamento | Andamento | Andamento | Andamento | Andamento  |
| Stagione        | Squadra         | Campionato      | Piazzamento     | Giocate   | Vittorie  | Pareggi   | Sconfitte | % vittorie |
| --------------- | --------------- | --------------- | --------------- | --------- | --------- | --------- | --------- | ---------- |
| 2013            | Air India       | IL              | 13              | 9         | 0         | 1         | 8         | &0,00      |
| 2018            | Bengaluru B     | IL2             | 2               | 10        | 5         | 2         | 3         | 50,00      |
| 2019            | Bengaluru B     | IL2             | 1               | 8         | 7         | 1         | 0         | 87,50      |
| 2020            | Bengaluru B     | IL2             | 5               | 6         | 2         | 0         | 4         | 33,33      |
| 2021            | Bengaluru       | ISL             | 7               | 11        | 2         | 4         | 5         | 18,18      |
| 2022-2023       | Bengaluru B     | IL2             | 3               | 8         | 3         | 2         | 3         | 37,50      |
| Totale carriera | Totale carriera | Totale carriera | Totale carriera | 52        | 19        | 10        | 23        | 36,54      |